# Johanna Harwood
Johanna M. Harwood (* 1930 im County Wicklow, Irland) ist eine irische Drehbuchautorin. Sie wuchs im County Wicklow auf. Sie schrieb zwei James-Bond-Drehbücher. Ihre Arbeit an dem Drehbuch für den dritten James-Bond-Film Goldfinger blieb im Abspann unerwähnt.

## Leben und Karriere
Harwood begann 1949 in der Filmindustrie zu arbeiten. Sie spricht fließend französisch und absolvierte eine Ausbildung am Institut des hautes études cinématographiques in Paris.
1962 schrieb sie gemeinsam mit Richard Maibaum und Berkely Mather das Drehbuch zum ersten James-Bond-Film James Bond jagt Dr. No. Harwood schrieb 1963 gemeinsam mit Maibaum das Drehbuch zum zweiten James-Bond-Film Liebesgrüße aus Moskau. Ihre nachfolgende Arbeit an dem Drehbuch zu Goldfinger (1964) blieb jedoch im Abspann unerwähnt.
Harwood blieb bis 2021 die einzige Drehbuchautorin im James-Bond-Universum. Erst mit der Arbeit von Phoebe Waller-Bridge an dem James-Bond-Film Keine Zeit zu Sterben kam eine zweite Drehbuchautorin hinzu.

## Bibliografie
- Broccoli, Albert R. (1998) When the Snow Melts, London, Boxtree. ISBN 978-0-7522-1162-6
- Helfenstein, Charles (2009) The Making of On her Majesty´s Secret Service. Frederick: Spies Publishing. ISBN 978-0-9844126-0-0
- Hill, Lee (2010) A Grand Guy: The Art And Life of Terry Southern. HarperCollins. ISBN 978-0-380-97786-4
- McGilligan, Patrick (1986) Backstory: Interviews with Screenwriters of Hollywood's Golden Age. University of California Press. ISBN 978-0-520-05689-3
- Rockett, Kevin (1996) The Irish Filmography: Fiction Films, 1896–1996. Red Mountain Media. ISBN 978-0-9526698-0-7
- Southern; Niele (2004) The Candy Men: The Rollicking Life and Times of the Notorious Novel Candy. Arcade Publishing
- Williams, Melanie (2020) From Blofeld to Moneypenny: Gender in James Bond. Gerrard, Steven. Kapitel: Her Word Was Her Bond: Johanna Harwood, Bond's First Woman Screenwriter. ISBN 978-1-83867-163-1